# Chris Tomlinson
Christopher (Chris) George Tomlinson (Middlesbrough, 15 september 1981) is een voormalige Britse verspringer. Voordat hij in 2004 zijn eerste nationale titel bij de senioren veroverde, had hij er in zijn juniortijd in diverse leeftijdsklassen al vele op zijn naam geschreven. Hij nam driemaal deel aan de Olympische Spelen, maar won hierbij geen medailles.

## Biografie

### Jeugd
Op tienjarige leeftijd kwam Thomlinson uit voor Middlesbrough AC, met name op de 100 en 200 m. Hij ging naar de Nunthorpe Secondary School en verbeterde hier vele schoolrecords bij het verspringen en hink-stap-springen. Niet veel later specialiseerde hij zich in het verspringen.

### Doorbraak en olympisch debuut
Zijn doorbraak beleefde Thomlinson in 2002, slechts drie maanden nadat hij zijn polsen had gebroken bij een gewichtstraining. Hij sprong 8,27 m en verbeterde hiermee het Britse record, dat 34 jaar lang in handen was van Lynn Davies. Op 7 juli 2007 verbeterde hij dit record opnieuw door in het Duitse Bad Langensalza twee cm verder te springen.
In het olympisch jaar 2004 stond Christopher Tomlinson als negende geplaatst op de wereldranglijst. Op de Spelen van Athene dat jaar behaalde hij een vijfde plaats met een beste poging van 8,25.

### Zilver op WK indoor
In februari 2008 bereikte hij de wereldtop door op de wereldindoorkampioenschappen in het Spaanse Valencia een zilveren medaille te behalen. Met een sprong van 8,06 eindigde hij slechts twee cm achter de Zuid-Afrikaan Godfrey Khotso Mokoena. Later dat jaar was zijn 7,70 niet voldoende om zich te kwalificeren voor de finale op de Olympische Spelen van 2008 in Peking.
In 2009 haalde Thomlinson op de wereldkampioenschappen in Berlijn de finale bij het verspringen wél. Bij deze kwalificatie raakte hij wel zijn nationale record kwijt: Greg Rutherford sprong 8,30, één centimeter verder dan het oude record. In de finale sprong Tomlinson 8,06 en eindigde op de achtste plaats.

### Brons op EK en nationaal record
In 2010 behaalde Tomlinson weer een medaille bij een internationaal toernooi: hij werd derde bij de Europese kampioenschappen in Barcelona, nadat hij een paar maanden ervoor bij de WK indoor geen indruk had kunnen maken met een veertiende plek in de kwalificaties. In 2011 heroverde Tomlinson zijn Britse record weer bij de Meeting Areva. Hij sprong 8,35. Greg Rutherford sprong later, in mei 2012, precies dezelfde afstand, waardoor ze beiden nationaal recordhouder zijn. Bij het mondiale outdoortoernooi in 2011 later verzilverde hij deze prestatie niet: hij werd slechts elfde.
Ook in het jaar 2012 presteerde Christopher Tomlinson wisselvallig. Bij de EK in Helsinki kwam hij niet tot de finale. Later hetzelfde jaar kwam hij bij de Olympische Spelen van Londen, in dezelfde stad waar hij een aantal weken ervoor bij de Aviva London Grand Prix zijn beste seizoensprestatie had gesprongen, tot 8,07 in de finale. Uiteindelijk bleef hij iets achter zijn prestatie van 2004: hij werd zesde.

### Einde sportloopbaan
Twee jaar later, in 2016, kondigde Tomlinson zijn afscheid van de atletieksport aan.

### Club
Thomlinson was aangesloten bij de atletiekvereniging Newham and Essex Beagles.

## Titels
- Brits kampioen verspringen - 2004, 2007, 2009, 2010, 2013

## Persoonlijke records
Outdoor
| Onderdeel   | Prestatie | Datum         | Plaats      |
| ----------- | --------- | ------------- | ----------- |
| 100 m       | 10,69 s   | 13 april 2002 | Tallahassee |
| 200 m       | 21,55 s   | 8 mei 2004    | Londen      |
| verspringen | 8,35 m    | 8 juli 2011   | Saint-Denis |

Indoor
| Onderdeel   | Prestatie | Datum           | Plaats    |
| ----------- | --------- | --------------- | --------- |
| verspringen | 8,18 m    | 2 februari 2008 | Stuttgart |

## Palmares

### verspringen
Kampioenschappen
- 2000: 12e WK U20 - 7,29 m
- 2001:  Europacup - 7,67 m
- 2002: 6e Gemenebestspelen - 7,79 m
- 2002: 6e EK - 7,78 m
- 2002: 6e Wereldbeker - 7,85 m
- 2002:  Europacup - 8,17 m

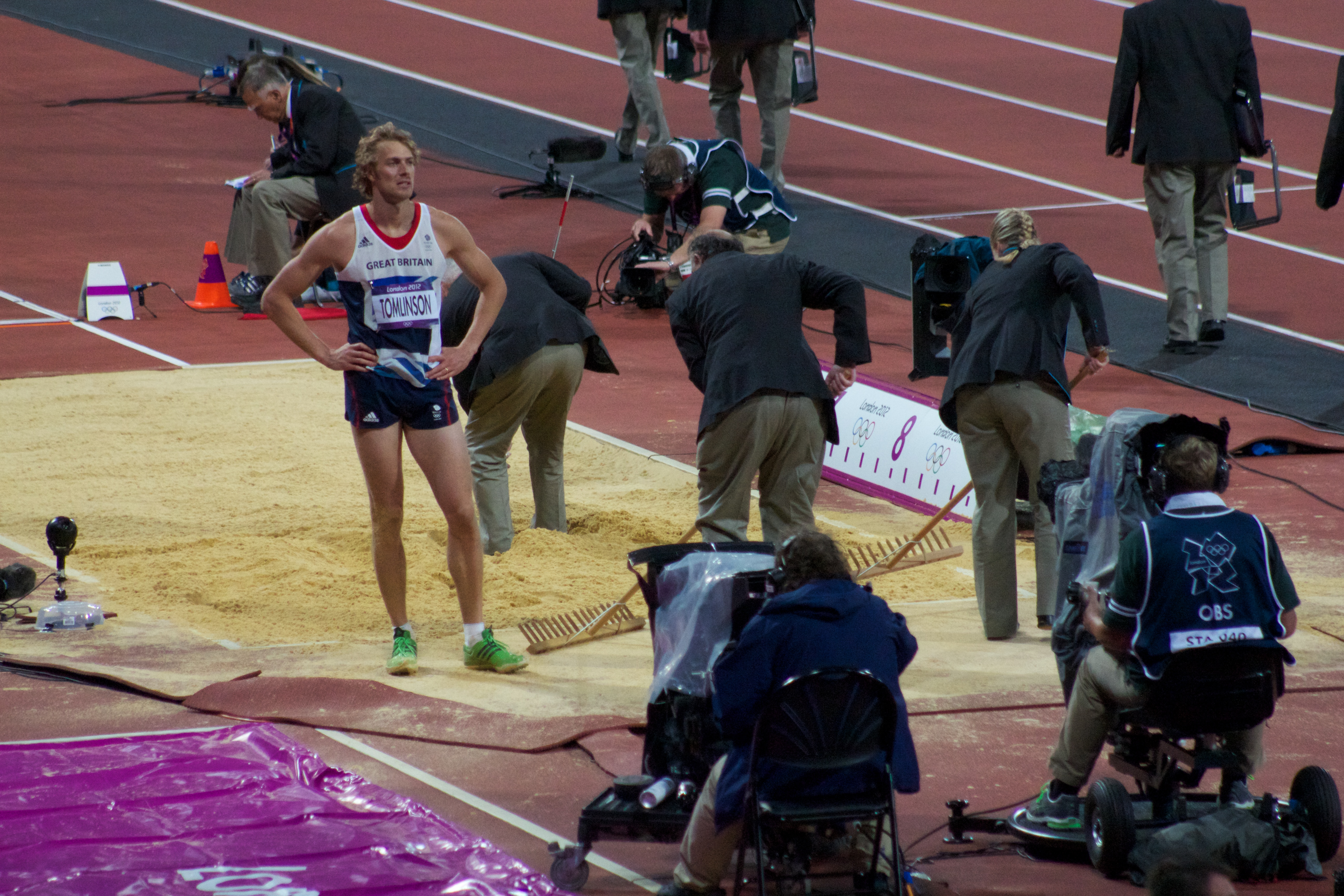
Tomlinson bij de verspringfinale tijdens de Olympische Spelen in 2012.

- 2002:  Britse (AAA-)kamp. - 7,82 m
- 2002:  Britse Gemenebest selectiewedstrijden - 7,98 m
- 2003:  EK indoorcup - 7,97 m
- 2003: 11e in kwal. WK indoor - 7,73 m
- 2003: 9e WK - 7,93 m
- 2004: 6e WK indoor - 8,17 m
- 2004:  Britse (AAA-)kamp. - 7,84 m
- 2004: 5e OS - 8,25 m
- 2004: 6e Wereldatletiekfinale - 7,90 m
- 2004:  Europacup - 8,28 m (te veel wind)
- 2005: 9e in kwal. EK indoor - 7,85 m
- 2005: 14e in kwal. WK - 7,83 m
- 2006: 6e Gemenebestspelen - 7,74 m
- 2006:  Britse (AAA-)kamp. - 7,87 m
- 2006: 9e EK - 7,74 m
- 2007: 5e EK indoor - 7,89 m
- 2007:  Britse kamp. - 7,99 m
- 2007: 16e in kwal. WK - 7,89 m
- 2007: 5e Wereldatletiekfinale - 7,93 m
- 2008:  WK indoor - 8,06 m
- 2008: 13e in kwal. OS - 7,70 m
- 2009: 5e Europese teamkamp. - 7,78 m
- 2009:  Britse kamp. - 8,03 m
- 2009: 8e WK - 8,06 m
- 2009: 7e Wereldatletiekfinale - 7,85 m
- 2010: 14e in kwal. WK indoor - 7,75 m
- 2010:  Britse kamp. - 8,17 m (RW)
- 2010:  EK - 8,23 m
- 2011:  Europese teamkamp. - 8,12 m
- 2011: 11e WK - 7,87 m
- 2012:  Britse kamp. - 7,89 m
- 2012: 13e in kwal. EK - 7,84 m
- 2012: 6e OS - 8,07 m
- 2013:  Britse kamp. - 8,03 m

Diamond League-podiumplekken
- 2010:  Aviva London Grand Prix – 7,92 m
- 2010:  Weltklasse Zürich – 7,97 m
- 2011:  Meeting Areva – 8,35 m
- 2011:  Aviva London Grand Prix – 8,30 m
- 2012:  Aviva London Grand Prix – 8,26 m
- 2012:  Herculis – 8,01 m
- 2013:  Sainsbury’s Grand Prix – 7,97 m
- 2013:  Meeting Areva – 8,08 m